# 개인 무의식
개인 무의식(personal unconscious)은 분석심리학에서 카를 융의 집단 무의식 개념과 대조되는 지그문트 프로이트의 무의식에 대한 칼 융의 용어이다. 그가 종종 "무인의 땅"이라고 부르는 개인 무의식은 "외부 또는 공간 세계와 내부 또는 정신적 객관적 세계"(Ellenberger, 707)라는 두 세계 사이의 의식의 변두리에 위치한다. 찰스 보두앙이 말했듯이, "무의식이 의식을 훨씬 넘어 확장된다는 것은 외부 세계가 우리의 시야를 훨씬 넘어 확장된다는 사실에 대응하는 것이다"(Ellenberger, 707).
개인 무의식에는 현재 의식하지 않지만 의식할 수 있는 모든 것이 포함된다. 개인의 무의식은 본질적으로 한때 의식했지만 잊혀지거나 억압되어 의식에서 사라진 내용으로 구성된다. 개인 무의식은 쉽게 떠오르는 기억과 어떤 이유로 억압된 기억을 모두 포함한다는 점에서 대부분의 사람들의 무의식에 대한 이해와 같다. 융의 개인 무의식 이론은 프로이트가 개인의 억압, 망각, 무시된 경험을 담고 있는 영역을 창조한 것과 매우 유사하다. 그러나 융은 개인 무의식을 '무의식의 다소 표면적인 층'으로 간주했다. 개인의 무의식 속에는 그가 "감정 복합체"라고 부르는 것이 있다. "그것들은 정신적 삶의 개인적이고 사적인 측면을 구성한다"고 말했다.